# Yenidze
A Yenidze Drezda egyik nevezetes épülete, amely 1907 és 1909 között eredetileg dohánygyár céljaira épült. Tervezője Martin Hammitsch, aki Adolf Hitler sógora (leánytestvérének férje) volt. 
Az épületben jelenleg irodák vannak. Lift visz fel a hetedik szintre, ahol a 20 méter magas, keleties kupola alatt, illetve a tetőteraszon étterem működik.

## Fekvése
Drezda Friedrichstadt nevű városrészében, a  Weißeritzstraßéban található, az S-Bahn Dresden Mitte megállóhelye közelében.

## Képgaléria

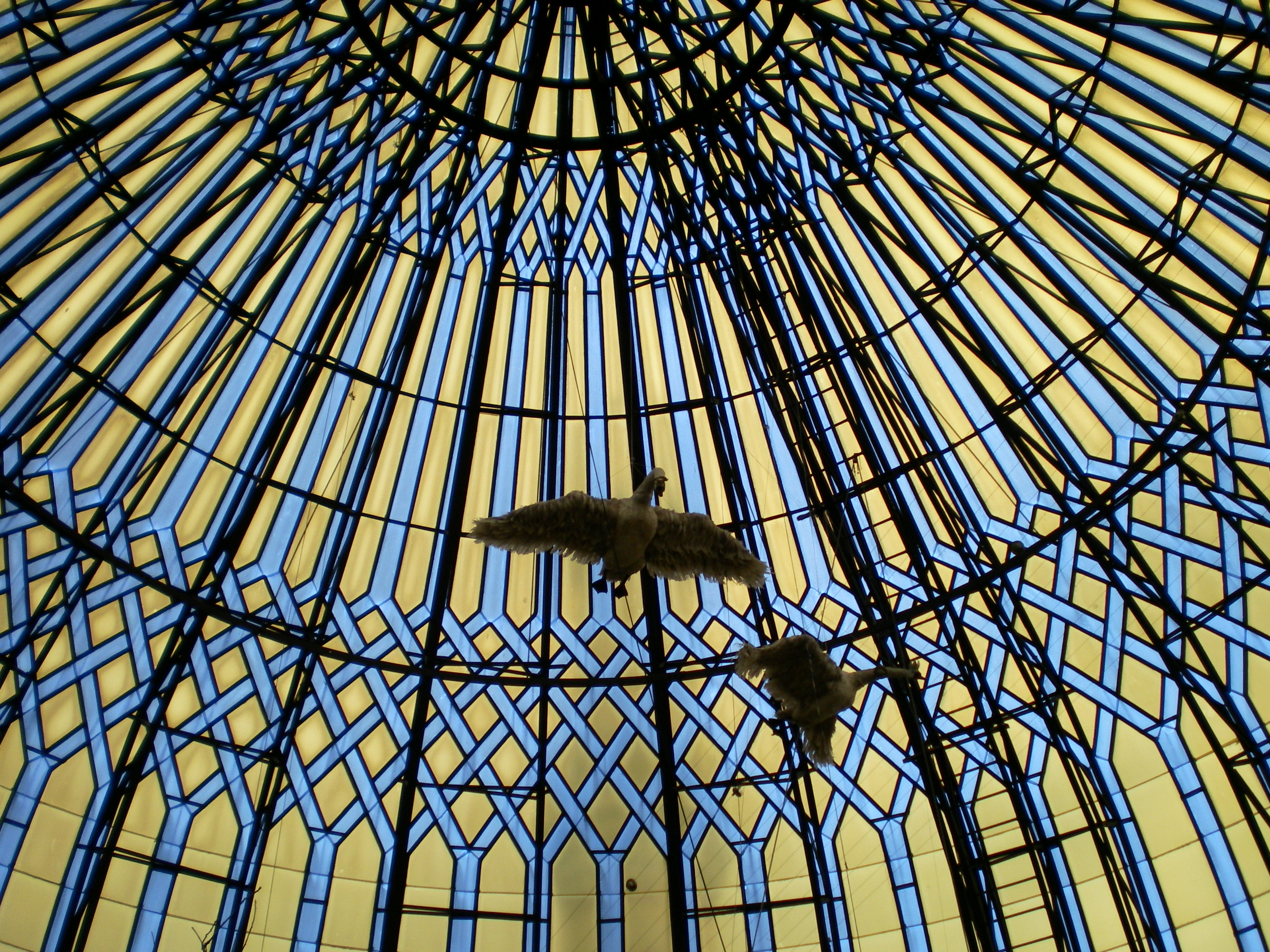
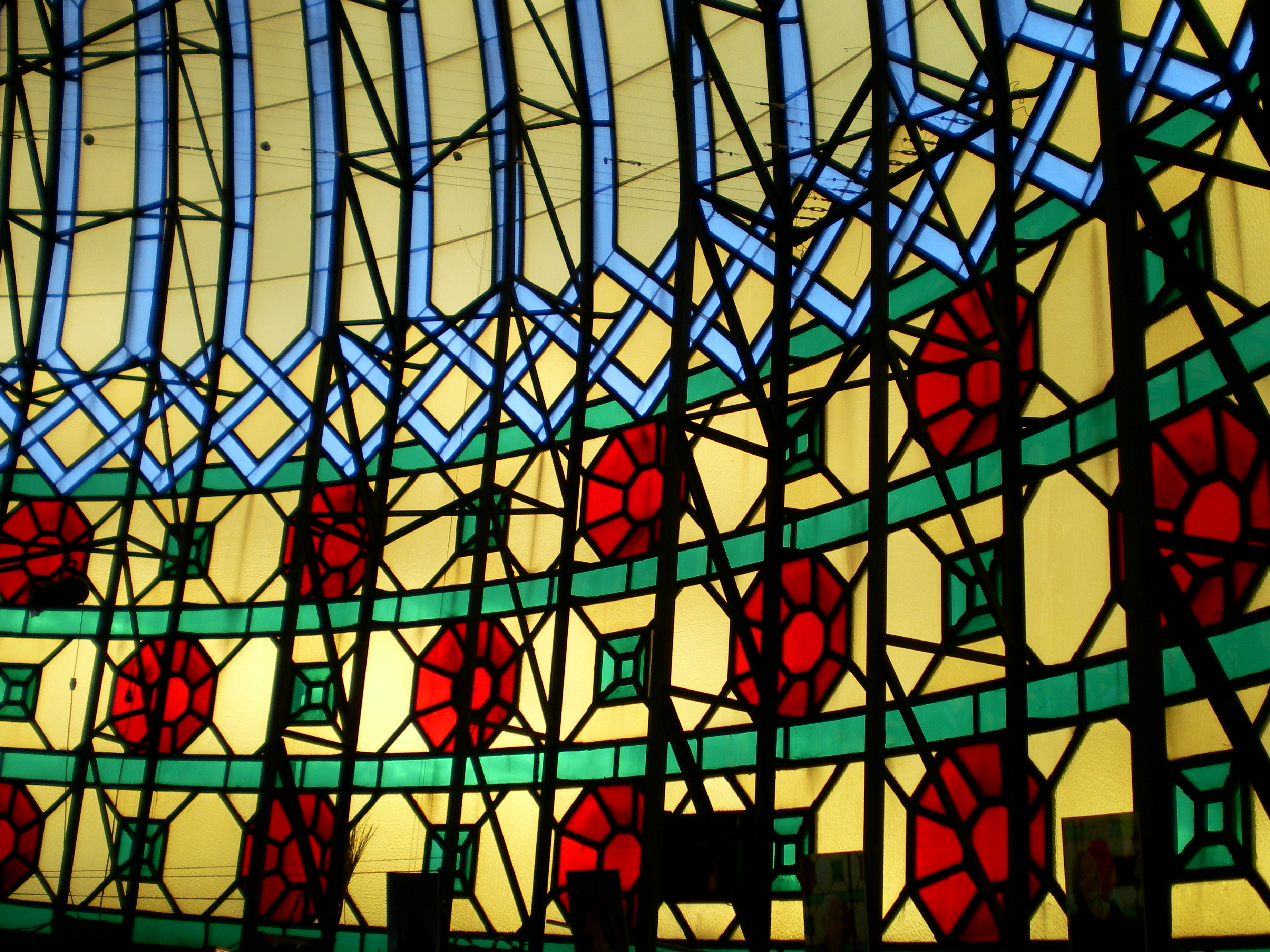
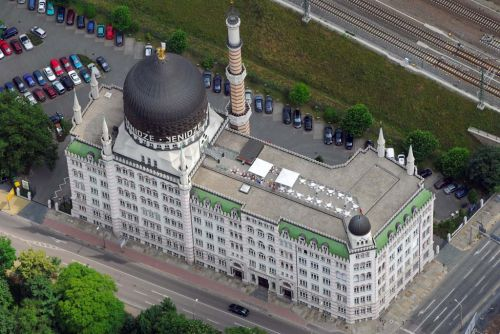
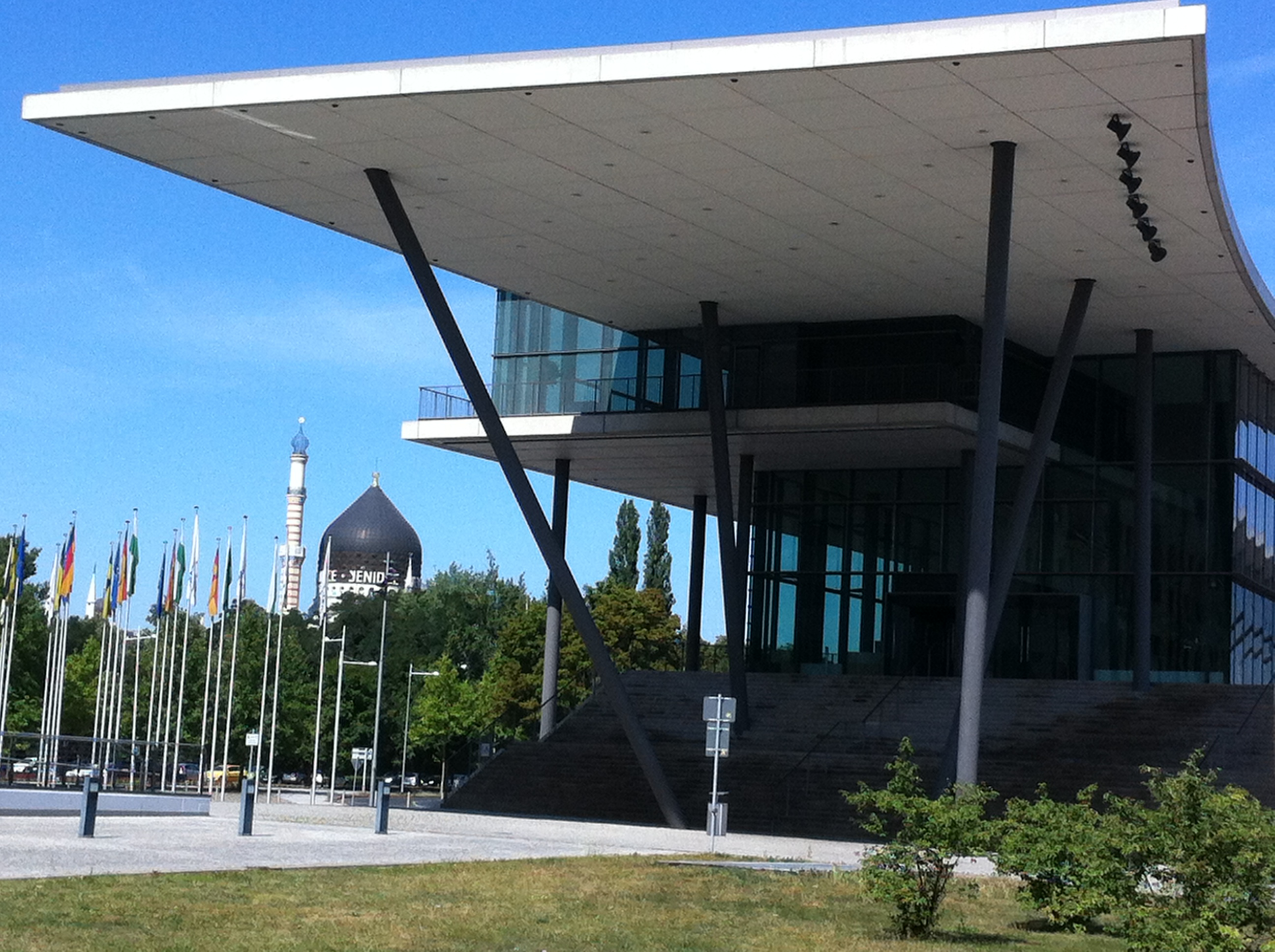
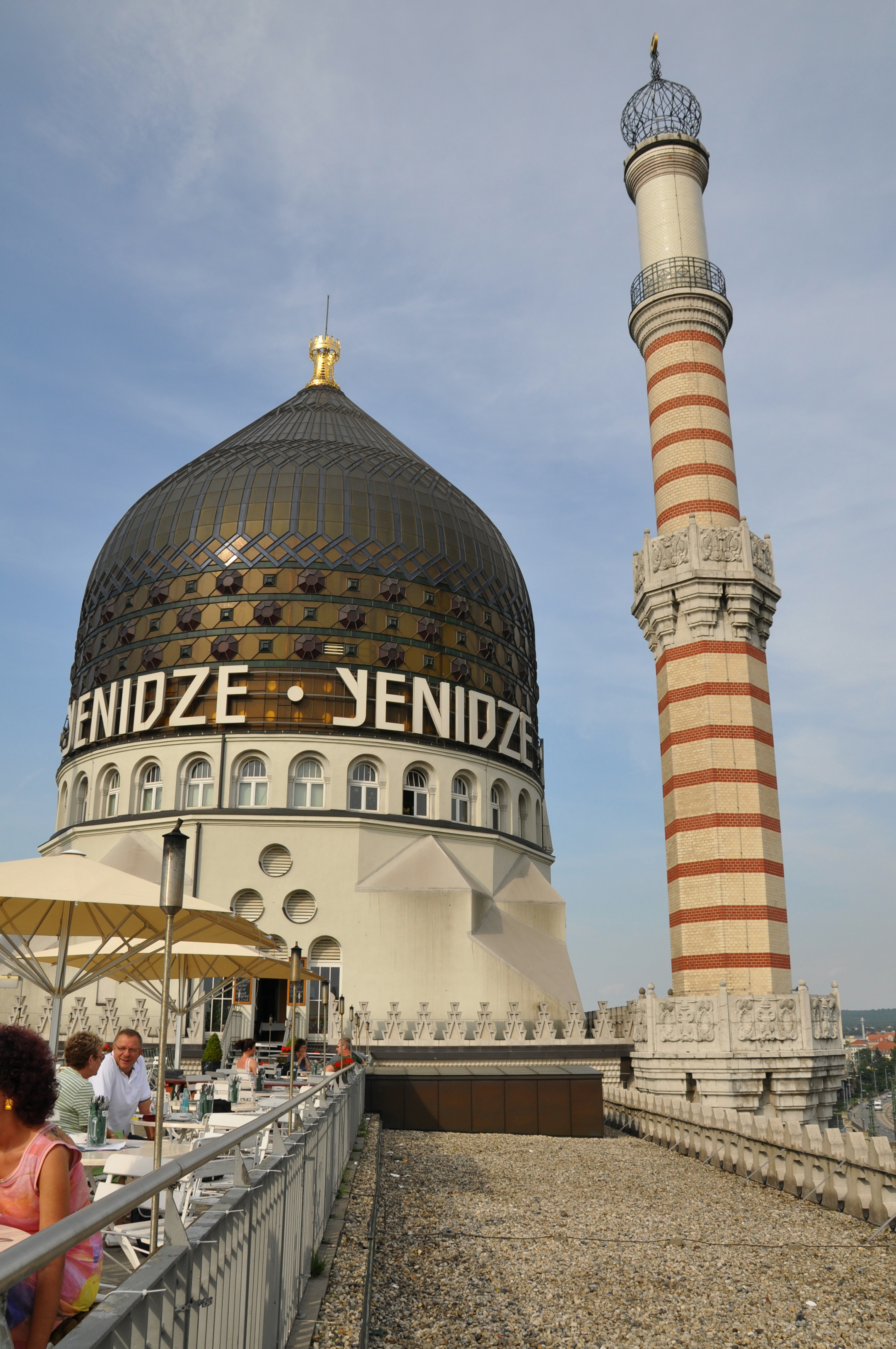
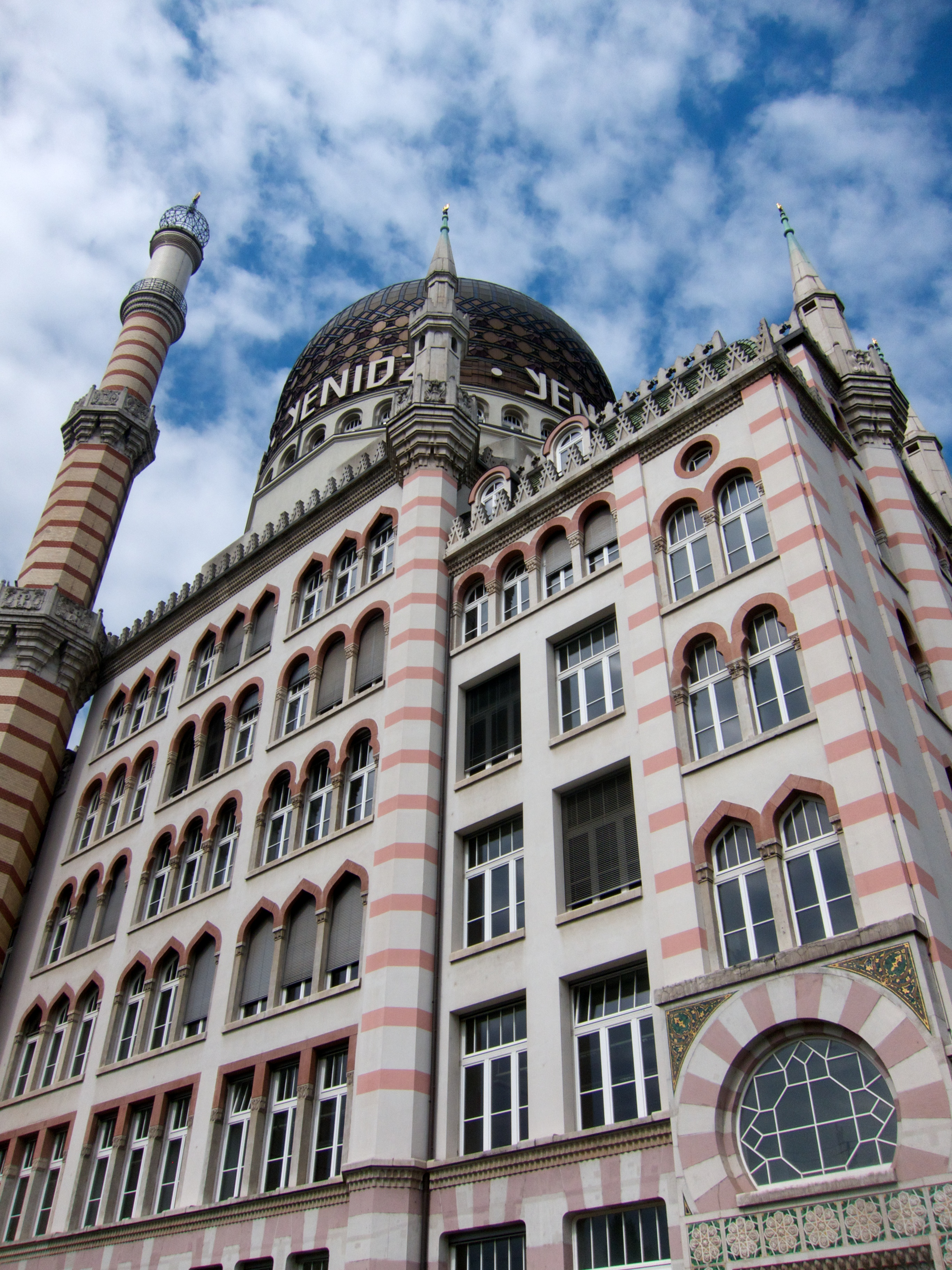
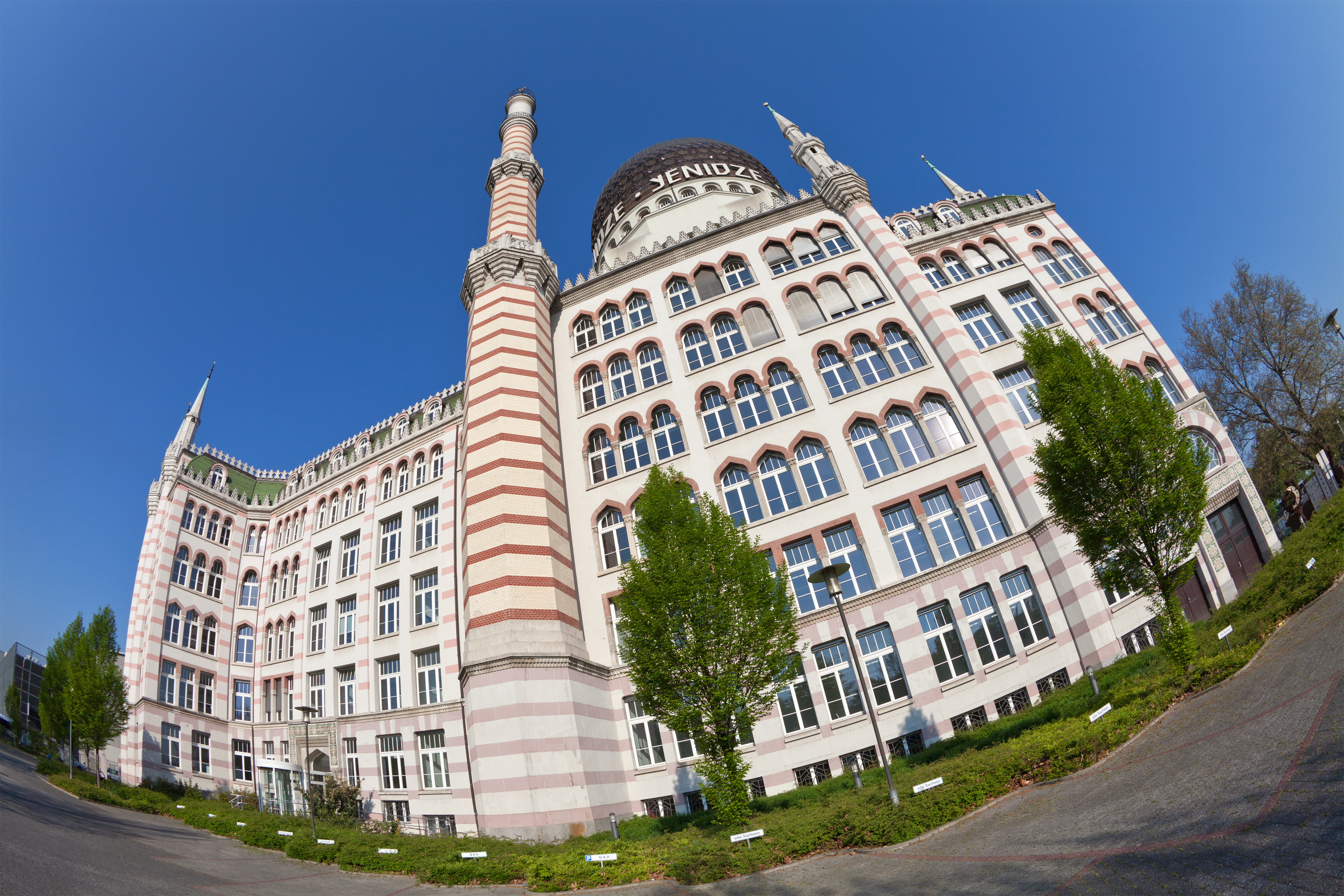
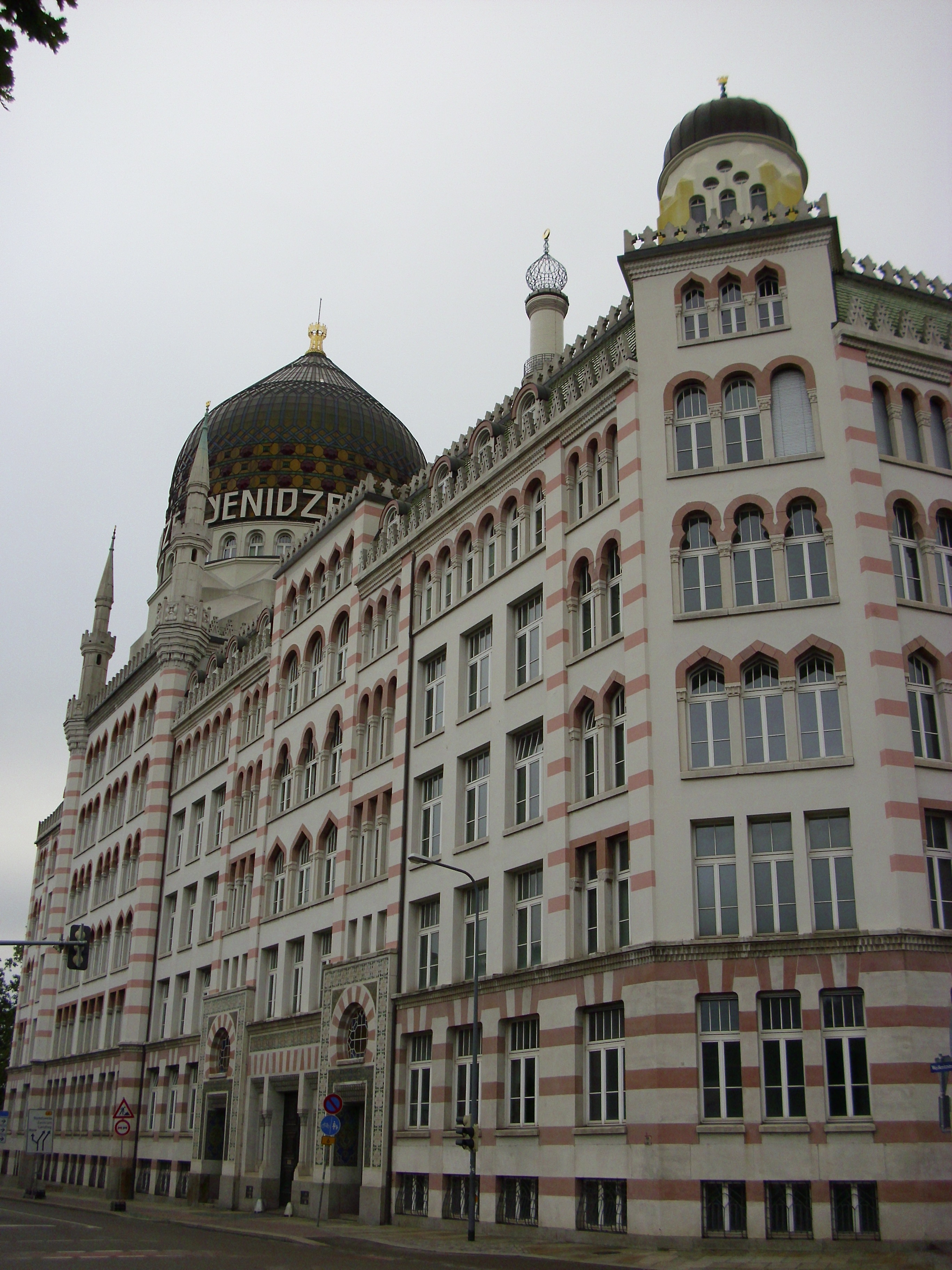
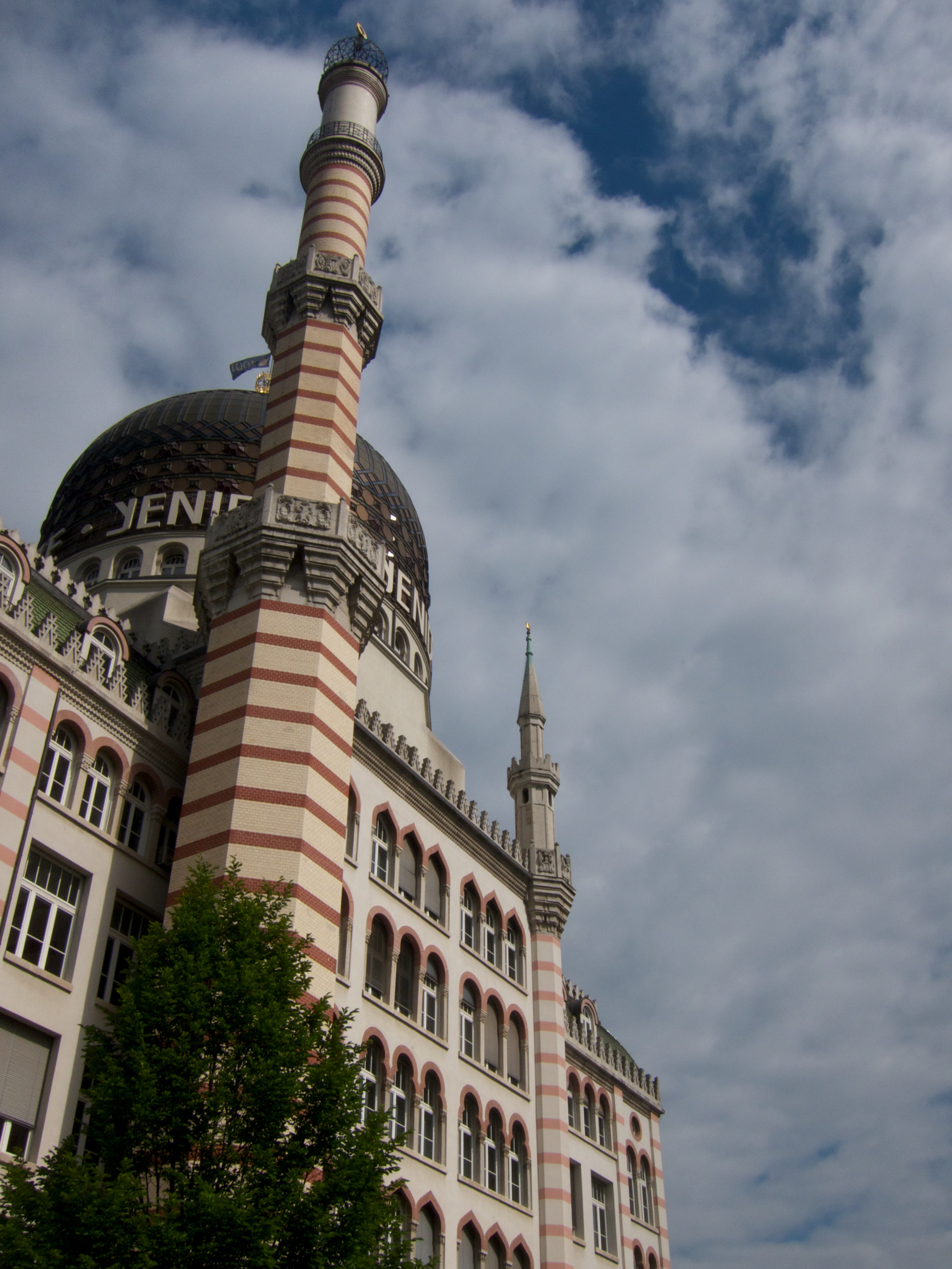
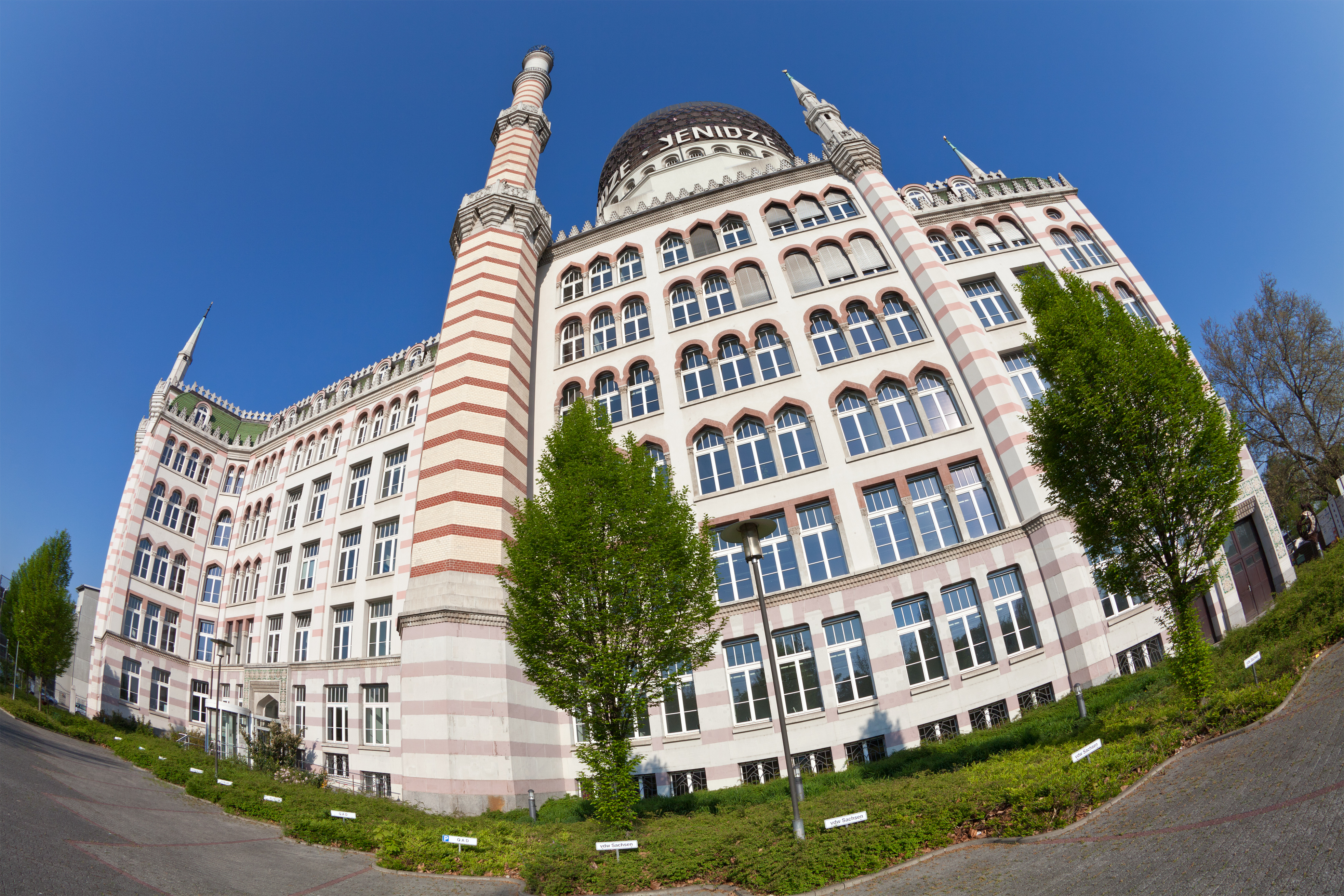
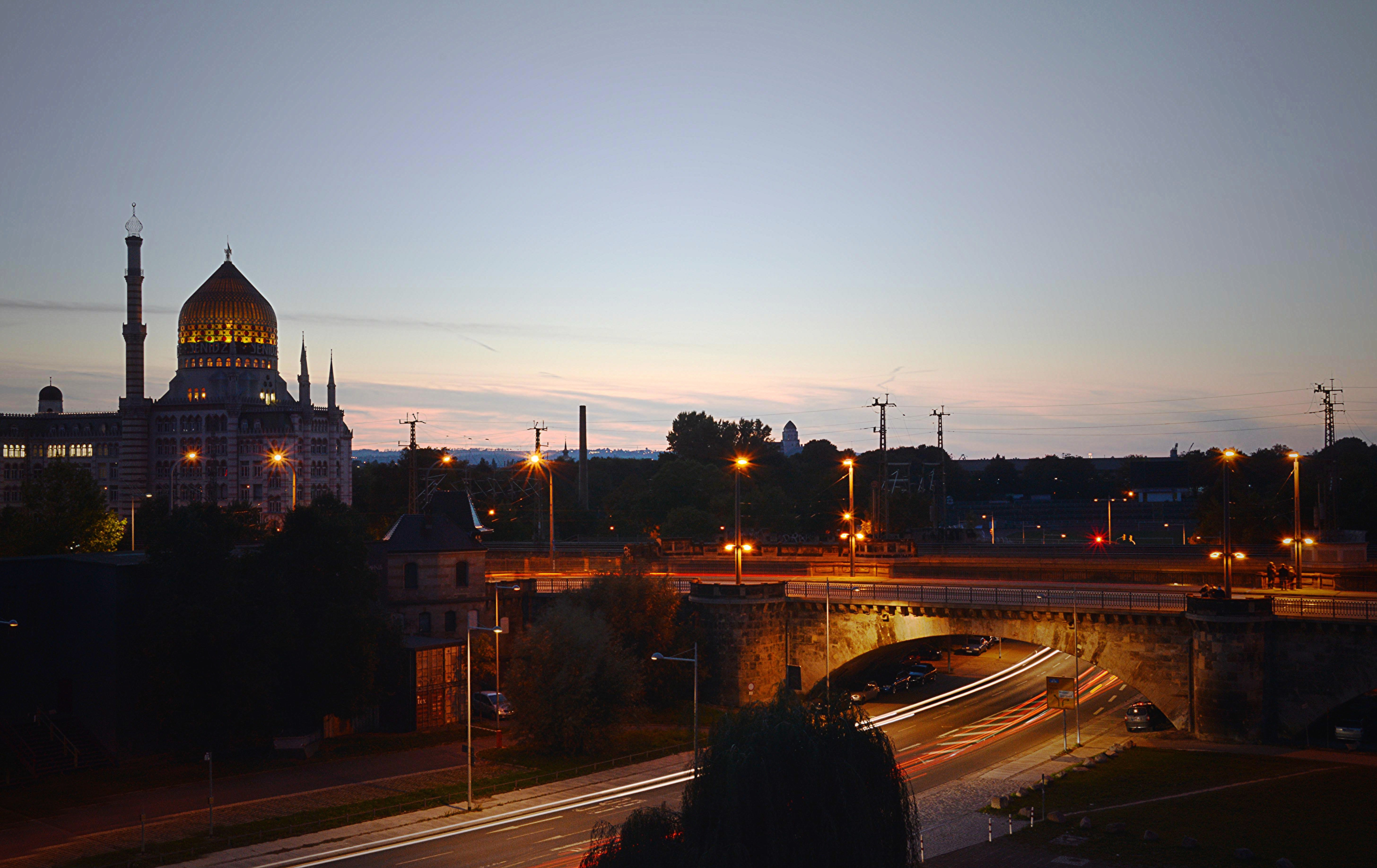
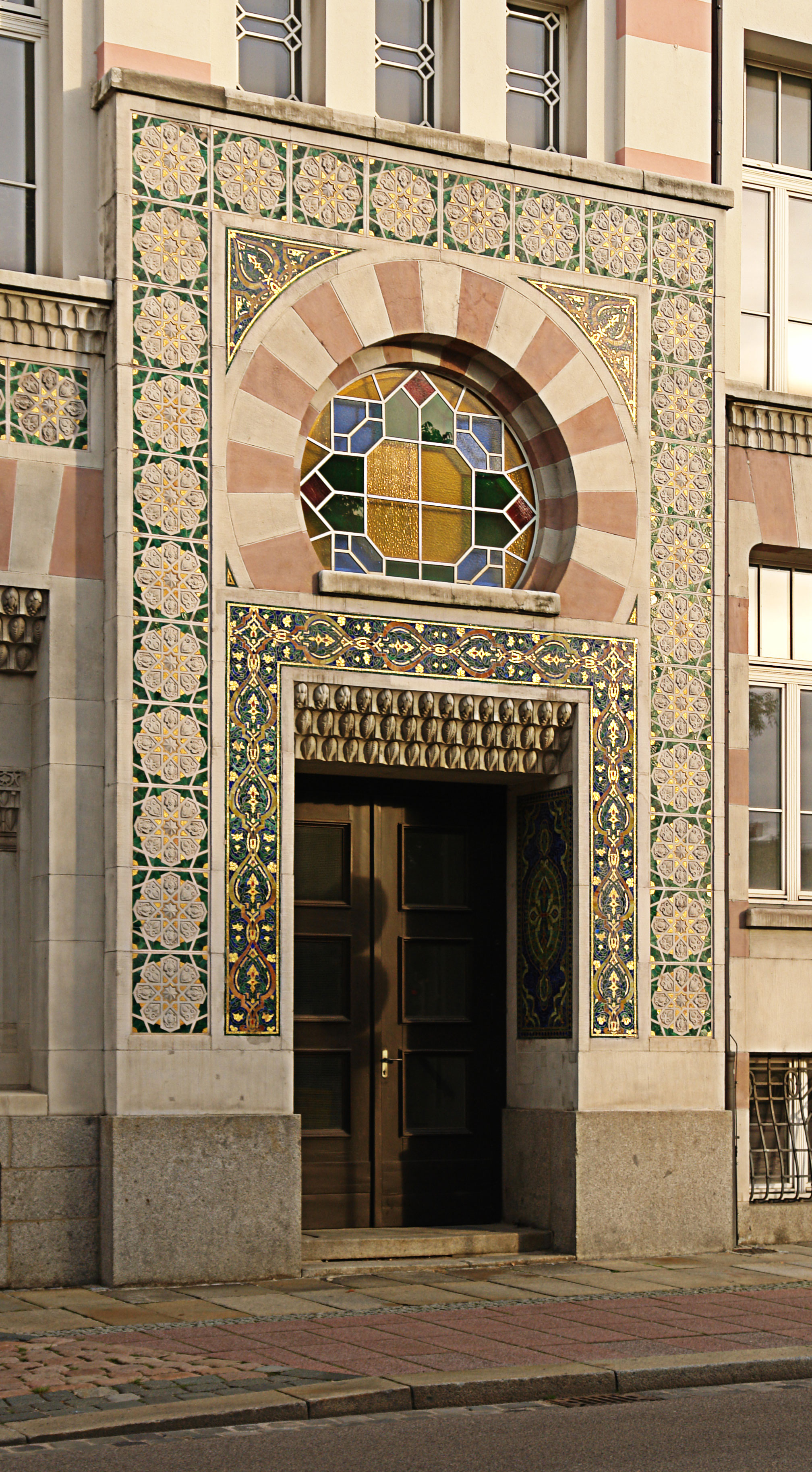
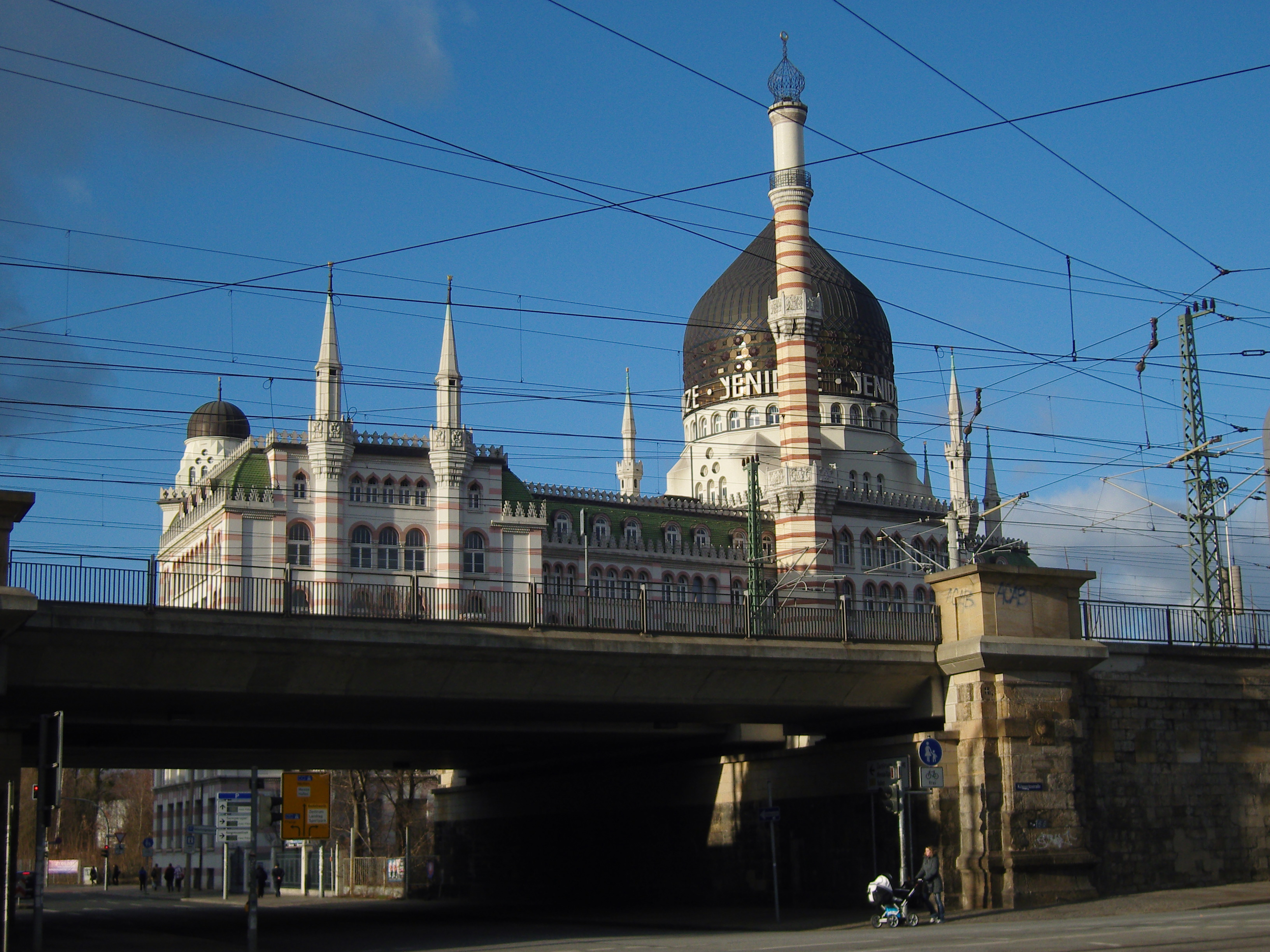
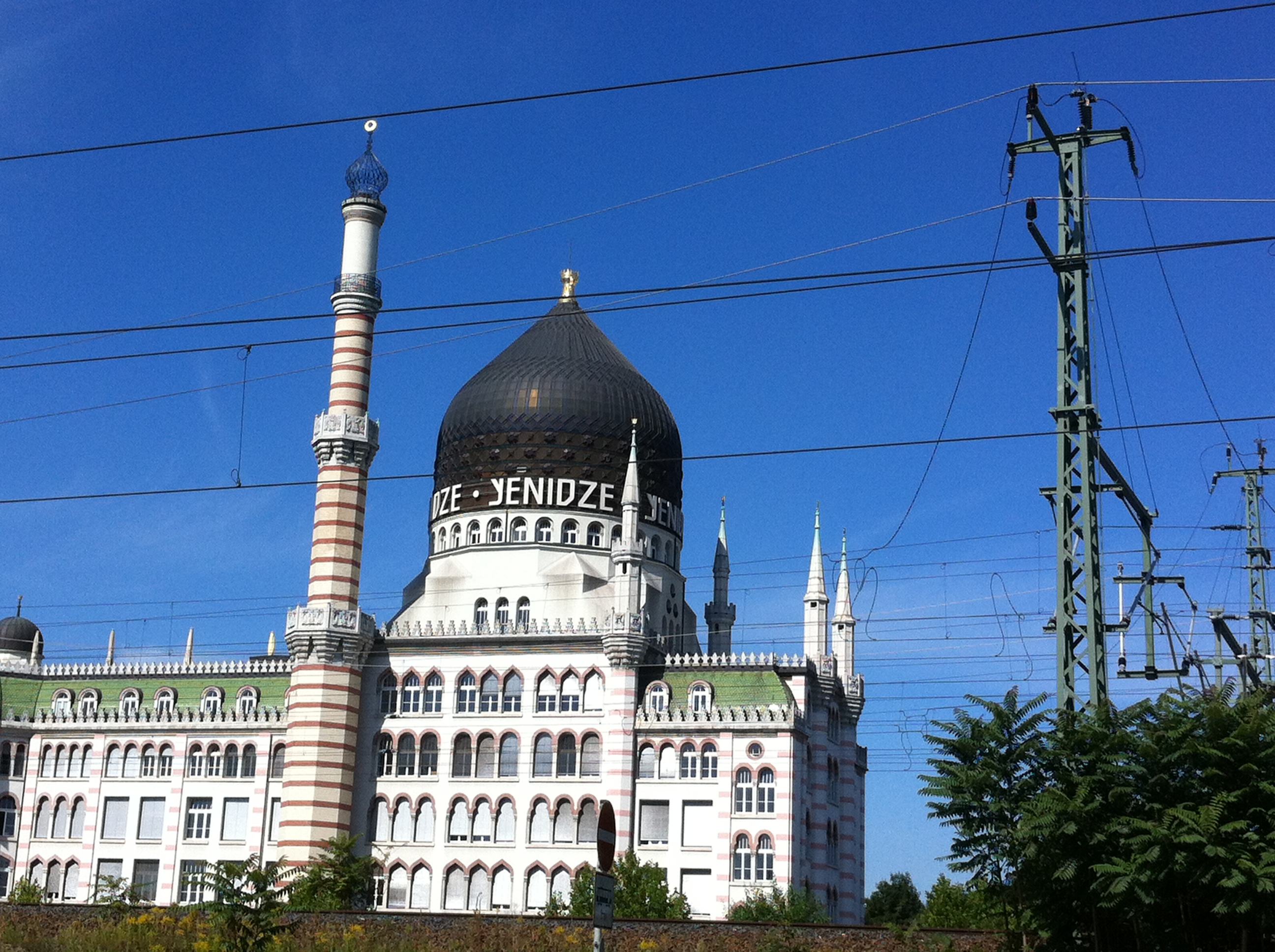
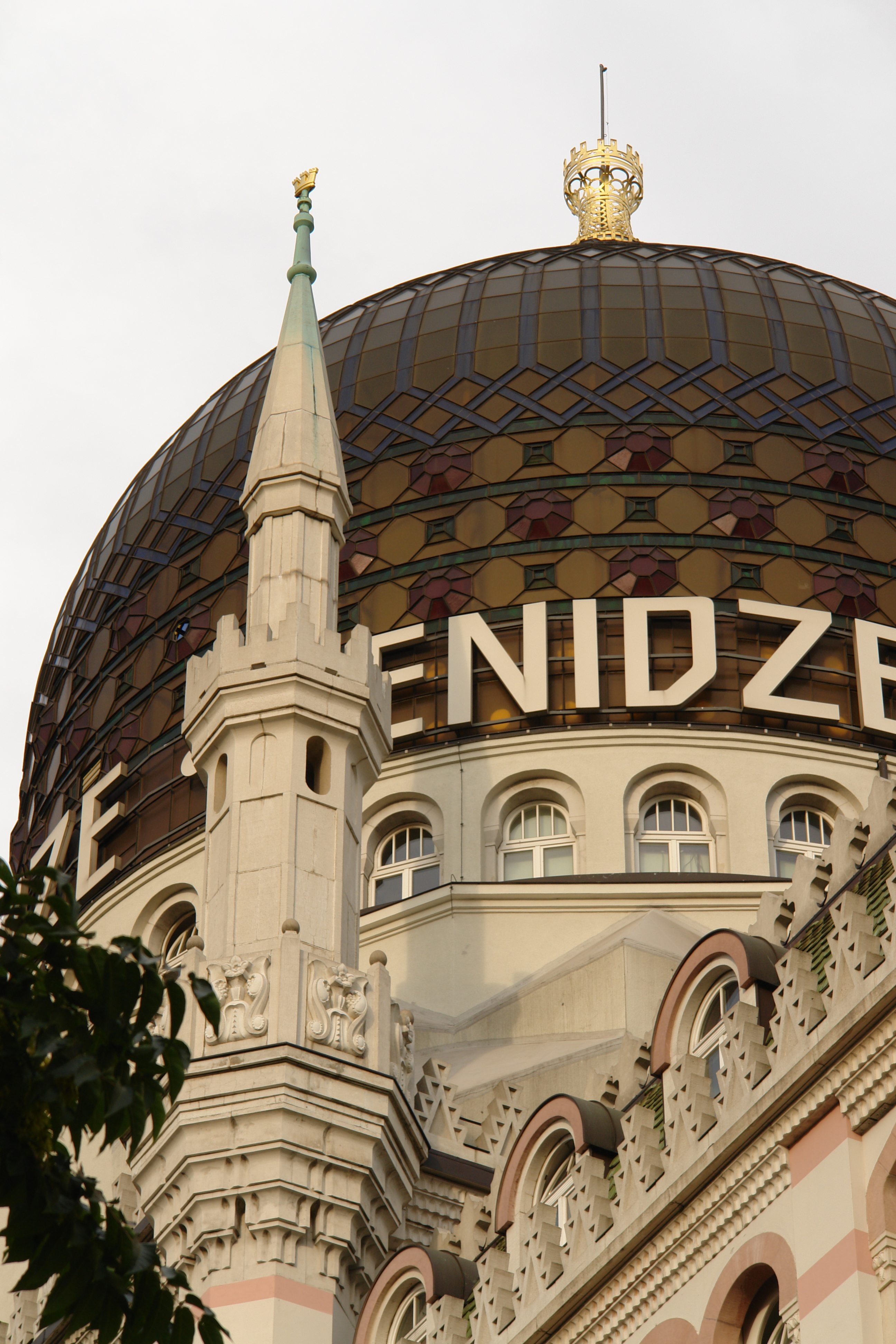
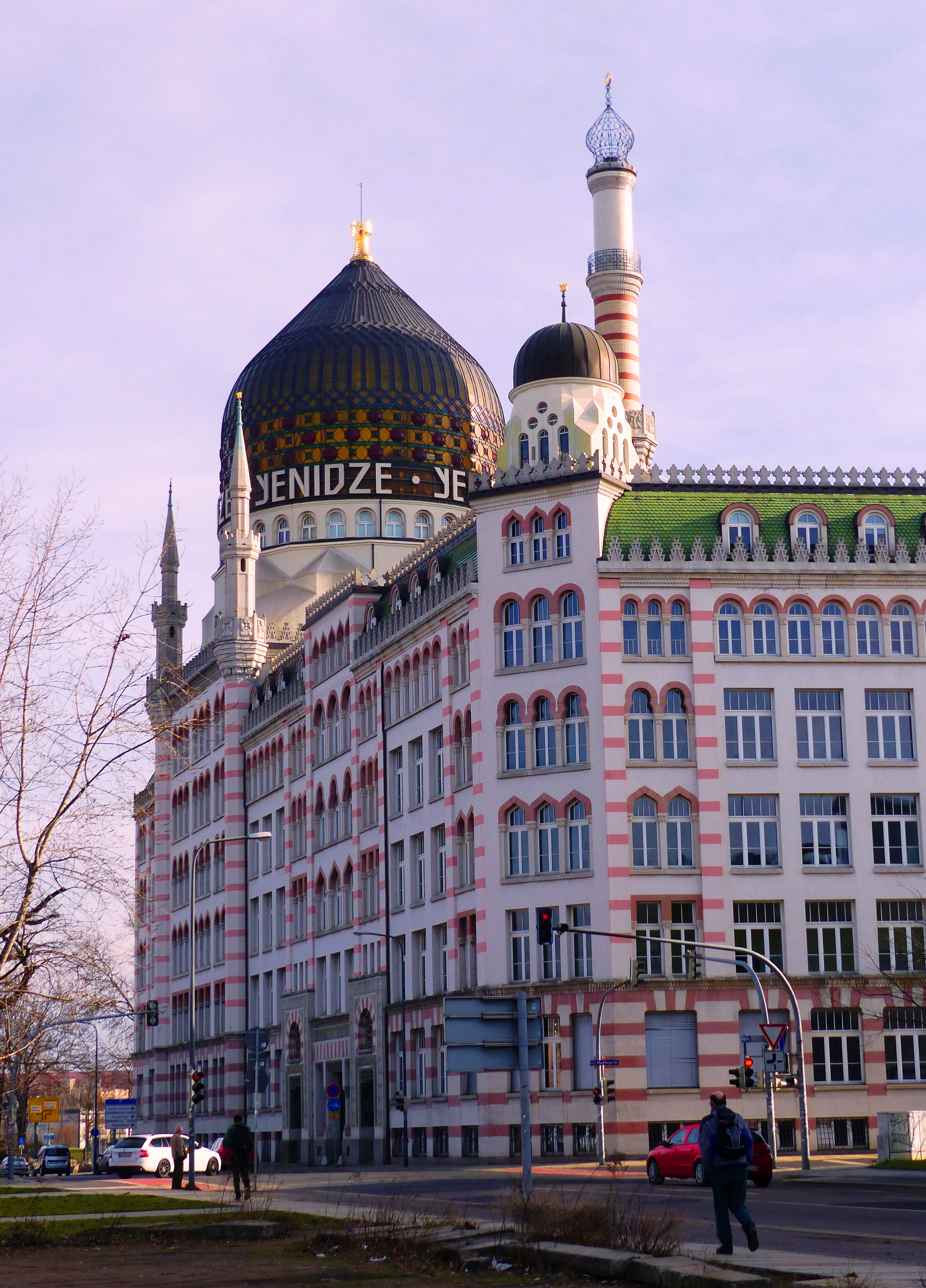
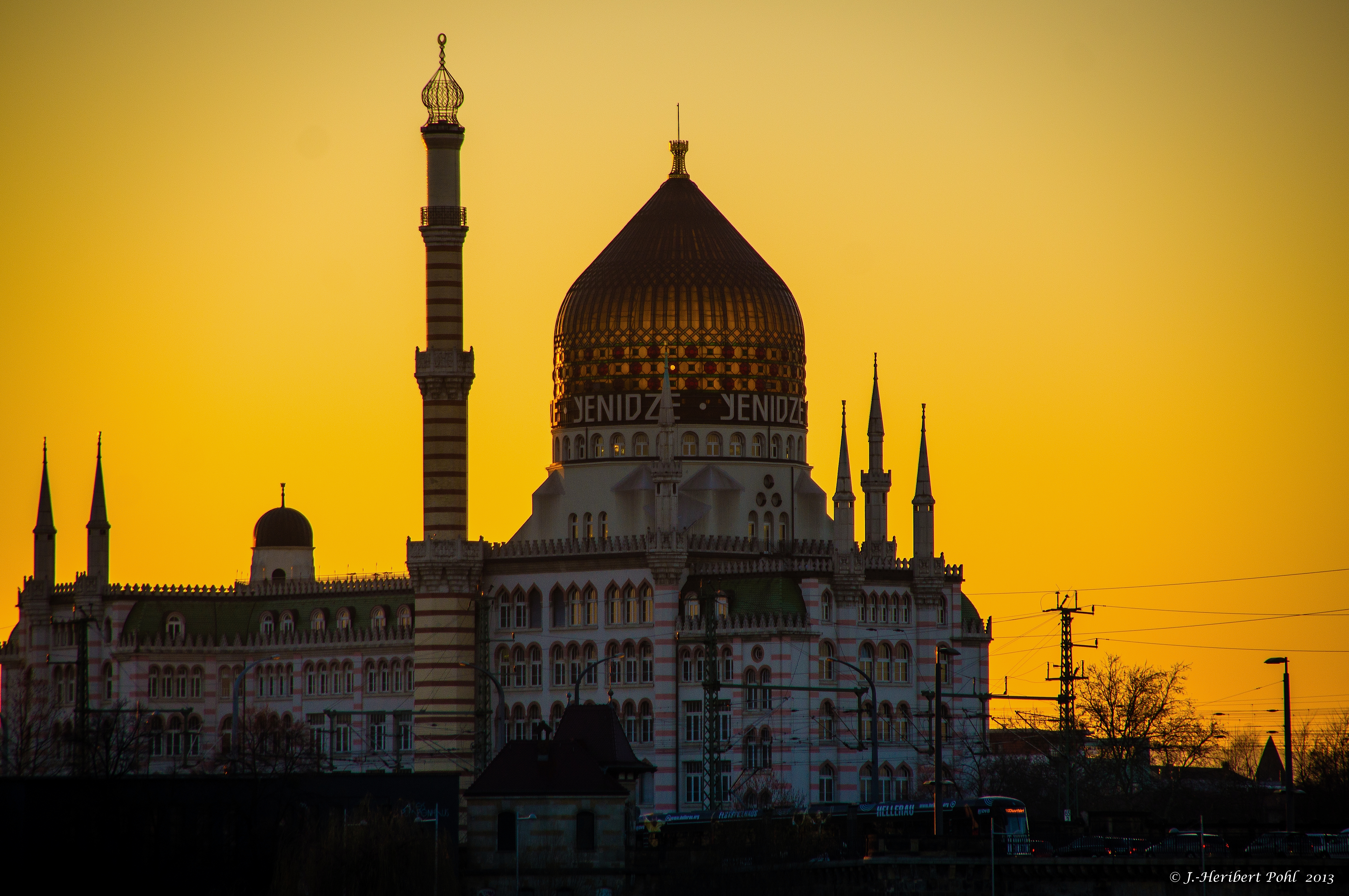
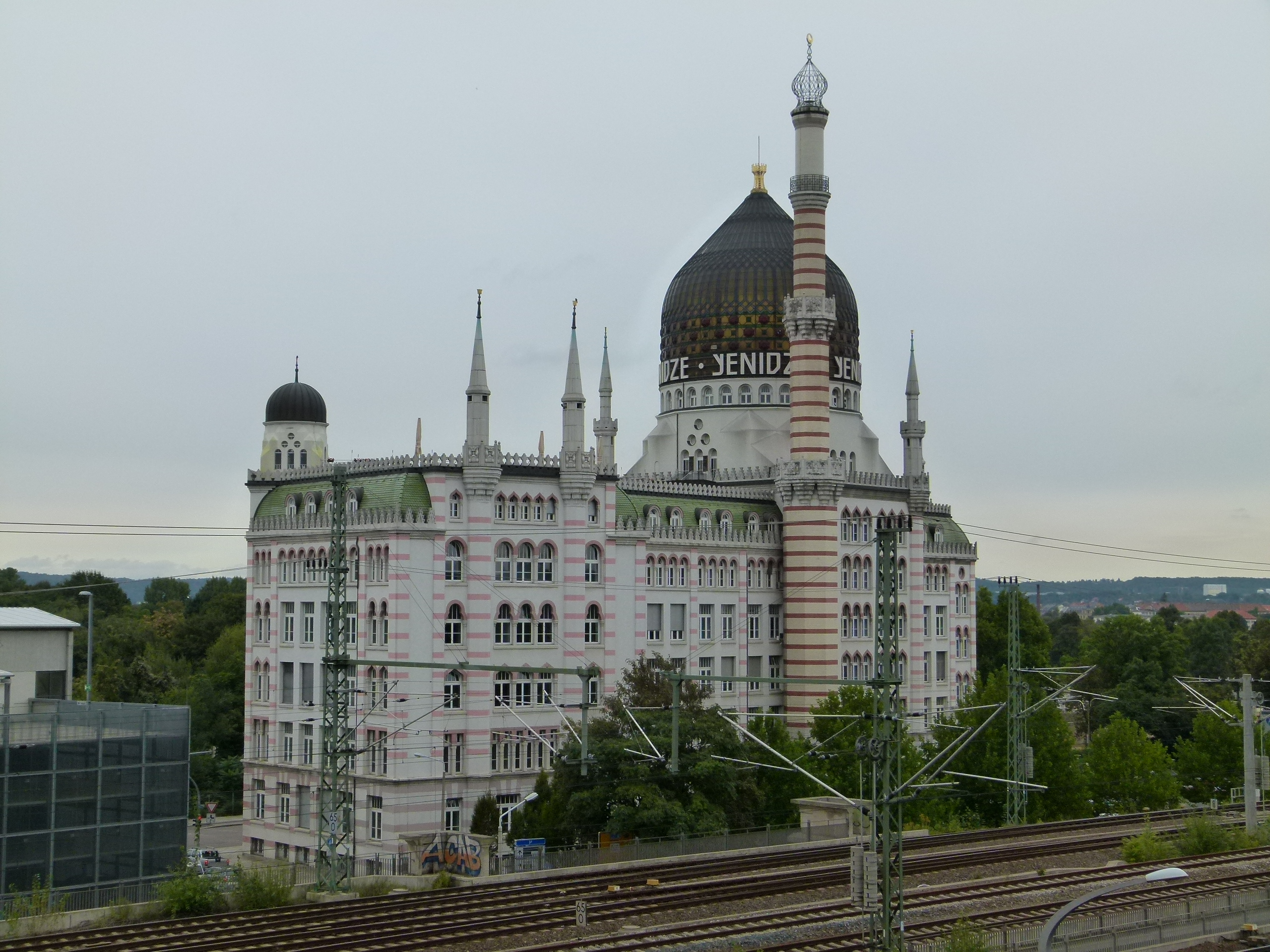
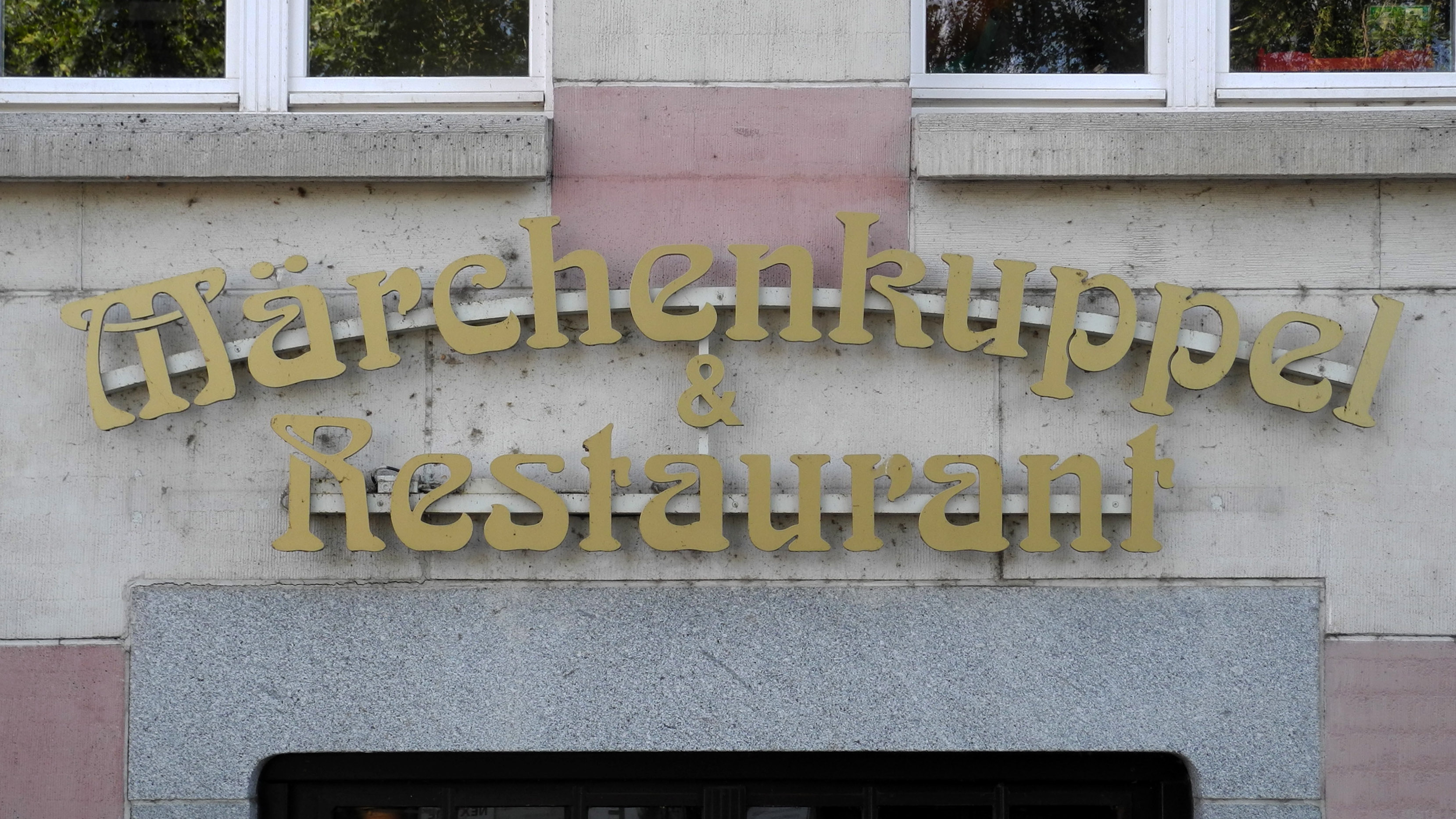